# Mastacembelus reygeli
Mastacembelus reygeli är en fiskart som beskrevs av Emmanuel Vreven och Jos Snoeks 2009. Mastacembelus reygeli ingår i släktet Mastacembelus och familjen Mastacembelidae. Inga underarter finns listade i Catalogue of Life.